# ナンシー・ライオンズ
ビアトリス・"ナンシー"・ライオンズ (Beatrice "Nancy" Lyons、1930年4月12日 -) は1940年代50年代に活躍したオーストラリアの元競泳（平泳ぎ）選手。結婚後の名前であるビアトリス・ウェルチ (Beatrice Welch) でも知られる。1948年のロンドンオリンピックの200m平泳ぎで銀メダルを獲得した。
ブリスベンで、1928年のオリンピックでのオーストラリア選手団の女子選手の同行人であったメイベル・スプリングフィールドから指導を受けたが、危うくロンドンオリンピックへの出場を逃すところであった。代表に選ばれた25人の選手に入ってはいたが、戦後の金銭的困難により、オリンピックへの交通費を支払うための資金を1人で調達しなくてはならなかった。運よくこれは達成され、1位となった世界記録保持者のオランダのペトロネラ・ファン・フリートより0.5秒遅い2位となった。そのとき伝統的な平泳ぎの技法から、その時点でルールの抜け穴により認められていたバタフライのストロークに変化してからたった2ヶ月しかたっていない時であった。
オークランドで行われた1950年の大英帝国競技大会では、220ヤード平泳ぎでスコットランドのヘレン・ゴードンに敗れ2位となったが、ジュディ＝ジョイ・デイヴィス、マージョリー・マクウェイドとともに出場した3 × 110ヤードメドレーリレーで金メダルを獲得した(当時は3種類の泳法しか存在しなかった)。1952年のヘルシンキオリンピックでは4年前のロンドンオリンピックでつけた自身の最高記録よりも6秒以上遅いタイムにより、準決勝を最下位で敗退した。この試合の後、選手を引退した。

## さらに見る
- オリンピックの競泳競技・女子メダリスト一覧